# Bullina rubeopunctata
Bullina rubeopunctata is een slakkensoort uit de familie van de Aplustridae. De wetenschappelijke naam van de soort is voor het eerst geldig gepubliceerd in 1979 door Kosuge.